# Pallavolo agli VIII Giochi panafricani
I tornei di pallavolo agli VIII Giochi panafricani si sono disputati durante l'VIII edizione dei Giochi panafricani, che si è svolta a Abuja, in Nigeria, nel 2003.

## Podi
| Evento                      | Oro     | Argento | Bronzo  |
| Torneo maschile (dettagli)  | Egitto  | Nigeria | Camerun |
| Torneo femminile (dettagli) | Nigeria | Egitto  | Kenya   |